# 阿波罗缪斯四重奏团
阿波罗缪斯弦乐四重奏团（英文: Apollon Musagete Quartet，缩写：AMQ；波兰文：kwartet Apollon Musagète；德文：Apollon musagete Quartett），是波兰的一支弦乐四重奏团，于2006年在维也纳成立。取名灵感来自于希腊神话故事裡的人物——缪斯及其领袖阿波罗，师从于阿爾班·貝爾格弦樂四重奏團。 

## 沿革
2008年，仅仅用了两年时间阿波罗缪斯弦乐四重奏团就摘取了全球最具影响力之一的古典大賽——ARD慕尼黑国际音乐大賽弦乐四重奏组别的桂冠，同时还获得两个特别奖项，成为此大赛自1959年开设此项赛目以来第5组荣获桂冠的团体（Dimov Quatett迪莫夫四重奏团 - 1965年, Tokyo String Quartet东京四重奏团 - 1970年, Artemis Quartett阿特密斯四重奏团 - 1996年, Quatuor Ébène艾班纳四重奏团 - 2004年）。自此阿波罗缪斯弦乐四重奏团便开始受到世界瞩目。他们登台演奏过的世界各地主要音乐厅，包括有维也纳金色大厅（2009年）、柏林愛樂廳大厅（2010年）、阿姆斯特丹音樂廳（2011年）、纽约卡内基大厅（2012年）、 莱比锡布商大厦（2013年）、维也纳音乐厅、慕尼黑Herkulessaal音乐厅、慕尼黑艺术文化中心爱乐厅（Gasteig）、伦敦威格莫尔音乐厅（Wigmore Hall）、苏黎世Tonhalle音乐厅、巴黎卢浮宫博物馆音乐厅等等。此外，阿波罗缪斯弦乐四重奏团还定期参加世界各大著名音乐节，包括奥地利Schubertiade音乐节、石勒苏益格-荷尔斯泰因州音乐节、莱比锡巴赫音乐节（Bachfest Leipzig）等。 
2010年德国戈斯拉尔市举行了首届由该四重奏团主持的「阿波罗缪斯音乐节(Apollon Musagete Festival)」，出席该活动的音乐家包括了著名的阿爾班·貝爾格弦樂四重奏團的成员等。
该四重奏团还定期与许多杰出的乐团合作，如BBC交响乐团、德累斯顿爱乐乐团、弗罗茨瓦夫Leopoldinum室内乐团、布达佩斯的Dohnanyi Budafok交响乐团和海德堡爱乐乐团，演奏弦乐四重奏和乐队协奏曲。
阿波罗缪斯弦乐四重奏团擅长诠释不同风格与不同类型的作品。其保留曲目涵盖了从巴洛克时期的巴赫到现当代音乐（该乐团AMQ原创作品）。同时，他们还致力于推广与传扬波兰现代与当代本土作曲家如：卡罗尔·席曼诺夫斯基、克里斯托弗·潘德列茨基等的作品。
2011年首次与美国摇滚女歌手多莉·艾莫絲进行跨界合作，同时为德意志留聲機公司录制专辑《Night of Hunters》，并于随后开始多达50余场的全球巡演 。
2014年阿波罗缪斯弦乐四重奏团首次前往中国广州大剧院、上海音乐学院、中央音乐学院等地演出与讲学。

### 成员
- Paweł Zalejski - I 小提琴
- Bartosz Zachłod - II 小提琴
- Piotr Szumieł - 中提琴
- Piotr Skweres - 大提琴

## 作品

### 商業錄音
- Multitude, Decca Records, Universal Music Polska[9]
- OehmsClassics debut, Oehms Classics
- Russian Soul, Oehms Classics

与其他艺术家合作的专辑:
- Night of Hunters  Tori Amos, Deutsche Grammophon
- Conjunctions - Synápsies von Konstantia Gourzi, NEOS （页面存档备份，存于）
- 57. Musikwettbewerb der ARD, Preisträger des Jahres 2008, BR-Klassik （页面存档备份，存于）

### 原创作品
- A Multitude of Shades for Streichquartett (Musikverlag Doblinger)[10]
- Multitude (Hommage a Witold Lutoslawski) (Musikverlag Doblinger)

## 獲獎與榮譽
- 2014 Borletti-Buitoni Trust Award [11]
- 2013 Paszport Polityki 文化大奖(正统音乐组别)
- 2012-14 BBC New Generation Artist [12]
- 2012 卡内基音乐厅New Artist of the Month from Musical America Worldwide [13]
- 2010/11  Rising Star [14]
- 2010 Ö1-Pasticcio- (奥地利国家第一电视台文化奖，奥地利报纸Der Standard媒体奖)  OehmsClassics debut-Album[15]
- 2009 Młoda Polska - 波兰文化部基金会奖
- 2008, 2009 Esterházy 基金会奖
- 2008 ARD国际音乐大赛四重奏组别冠军[16]
- 2008 佛罗伦萨Rimbotti Competition 第1名[17]
- 2007, 2008 Josef Windisch奖
- 2007 维也纳海顿国际重奏比赛特别奖

### 參照
1. ↑   （页面存档备份，存于） BR Klassik
2. ↑  Apollon Musagète Quartett （页面存档备份，存于） Oehms Classics，网站为德文
3. ↑   （页面存档备份，存于）Schubertiade官网，此网站为德文。
4. ↑   （页面存档备份，存于）Apollon Musagete Festival视频(德文)
5. ↑  .   [2015年3月9日]. （原始内容存档于2015年3月10日）.Harrison&Parrott官网，此网站为英文
6. ↑  .   [2015-03-08]. （原始内容存档于2015-04-02）.广州大剧院官网。
7. ↑  .   [2015-03-08]. （原始内容存档于2015-04-02）.蓝汉成室内乐演奏与教学工作室。
8. ↑   （页面存档备份，存于）北京現代音樂節
9. ↑   （页面存档备份，存于）波兰新闻杂志Polityka官网，此网站为波兰文
10. ↑   （页面存档备份，存于）奥地利都卜林格音樂出版社官网，此网站为德文
11. ↑   （页面存档备份，存于） Borletti-Buitoni Trust 比赛官网，此网站为英文
12. ↑   （页面存档备份，存于） BBC官网，此网站为英文
13. ↑   （页面存档备份，存于） 纽约卡内基音乐厅官网，此网站为英文
14. ↑   （页面存档备份，存于）欧洲音乐厅联盟组织官网，此网站为英文。
15. ↑   （页面存档备份，存于） 奥地利第一电台官网，此网站为德文
16. ↑   （页面存档备份，存于）ARD国际音乐大赛官网，此网页为德文。
17. ↑   （页面存档备份，存于） 比赛官网，此网站为英文